# Ética en inteligencia económica
La ética en inteligencia económica o la ética de la inteligencia económica designa el conjunto de reglas éticas que deben respetar los profesionales de la inteligencia económica.
En Francia, estas reglas fueron definidas por la 'Fédération des professionnels de l'intelligence économique –FéPIE–' (hoy día disuelta), creada hacia fines de 2005 por el almirante Pierre Lacoste.
Las reglas fueron descritas en una carta ética, conteniendo ocho artículos entre los que se destaca el artículo tercero :

« Les professionnels de l'intelligence économique s'engagent à ne pas porter atteinte aux intérêts fondamentaux de la France. Il leur revient d'informer leur client lorsque l'exécution de la prestation demandée pourrait porter préjudice aux intérêts supérieurs de la Nation. Les termes de la mission doivent alors être modifiés ou la mission refusée. »
En español: « Los profesionales de la inteligencia económica se comprometen a en ningún sentido comprometer o perjudicar los intereses fundamentales de Francia, debiendo informar a sus clientes, si ese fuera el caso, cuando la ejecución de las prestaciones solicitadas pudiera eventualmente causar perjuicio a los intereses superiores de la nación. En esas situaciones, los términos de la misión deberán ser modificados o la solicitud simplemente rechazada. »

Para un individuo, la cuestión no termina y se resuelve únicamente con las reglas éticas de la profesión. En un contexto globalizado como el que se tiene hoy día, se debe hacer frente a situaciones múltiples y diversas, por lo que todo es muy dinámico y cambiante. Por lo tanto, más que un conjunto limitado y rígido de reglas éticas profesionales, lo que se requiere es un verdadero sistema ético, a cada paso puesto a prueba, a cada paso enriquecido con reflexiones y experiencias.

## Carta ética (en español) de la 'Federación de Profesionales de la Inteligencia Económica'[3]
PREÁMBULO
La adhesión a las disposiciones de la presente carta, es una de las condiciones para la inscripción en la 'Fédération des professionnels de l’intelligence économique'.
ARTÍCULO 1
Los profesionales de la inteligencia económica se comprometen a respetar los términos de la presente carta ética.
ARTÍCULO 2
Los signatarios de esta carta se comprometen a no hacer uso nada más que de medios legales en el ejercicio de su profesión, cualquiera sea el lugar donde se desarrollen las actividades.
ARTÍCULO 3
Los profesionales de la inteligencia económica se comprometen a en ningún sentido comprometer o perjudicar los intereses fundamentales de Francia, debiendo informar a sus clientes, si ese fuera el caso, cuando la ejecución de las prestaciones solicitadas pudiera eventualmente causar perjuicio a los intereses superiores de la nación. En esas situaciones, los términos de la misión deberán ser modificados o la solicitud simplemente rechazada.
ARTÍCULO 4
Los profesionales de la inteligencia económica se comprometen a aceptar solamente aquellas solicitudes para las cuales se tiene la competencia profesional requerida, o para las cuales se puede conformar un equipo multidisciplinario de trabajo que responda a las necesidades y expectativas solicitadas.
ARTÍCULO 5
Los firmantes de la presente carta se comprometen a sólo proporcionar informaciones accesibles por medios legales, no dando curso ni utilizando informaciones sobre las que no se haya podido verificar la veracidad así como la credibilidad de las fuentes.
ARTÍCULO 6
El contrato establecido entre las partes debe obligatoriamente comportar una cláusula de confidenciabilidad, concerniente a informaciones y datos brindados por el cliente, así como sobre los que se le proporcionen al cliente en el curso de su misión.
ARTÍCULO 7
Los signatarios de la presente carta se comprometen a respetar la imagen de su profesión, absteniéndose de toda práctica que eventualmente pudiera perjudicarla frente a la opinión pública y los medios de comunicación social.
ARTÍCULO 8
Los profesionales de FéPIE se comprometen a no trabajar simultáneamente para dos sociedades o instituciones que compiten entre sí, para evitar así conflictos de intereses.